# عالية لملوم
الملكة عالية لملوم الزوجة الثانية للملك ادريس الأول ملك ليبيا.
عالية عبد القادر باشا لملوم السعدي تنتمي لقبيلة الفوايد المتواجدة في مصر وليبيا.
في 30 يونيو 1955 أقيم حفل زواج متواضع في السفارة الليبية بالقاهرة، وحضره كل من الرئيس جمال عبد الناصر ورئيس الوزراء الليبي وقتها مصطفى بن حليم إضافة إلى السفير الليبي بالقاهرة. تزوجها الملك ادريس وكان عمره يومئذ 65 سنة وعمرها 38 سنة أملا في أن يرزق بولي للعهد بعد أن تيقن من استحالة ذلك من زوجته الملكة فاطمة. استمر زواجهما تسعة أشهر ثم انتهى بالطلاق.